# Waunana
Wounaan, Wauna, Waunana, Chanco o Noanamá es un pueblo indígena que habita en las cuencas del bajo San Juan, municipios del Litoral de San Juan, Istmina y Pizarro; el río Curiche, municipio de Juradó, en Colombia; y en la Comarca Emberá-Wounaan, en Panamá.
Son más de 23 mil personas, de las cuales 14 825 se ubican en Colombia y 8802 en Panamá, que hablan una lengua llamada woun meu, de la familia chocó. 
La economía wounaan se basa en la agricultura itinerante y en la elaboración de artesanías –principalmente cestos– en la hoja de la palma de wérregue (Astrocaryum standleyanum); los principales cultivos son el maíz, la banana y la caña de azúcar y además producen yuca, mafafa, frijol y arroz. Se practica el sistema de tumba y pudre para preparar el terreno, labor que corresponde a los hombres, en tanto que el cuidado de la chagra y la recolección de las cosechas es realizado por las mujeres, que también practican la cestería. La pesca en una cantidad importante y la recolección, complementan la dieta.
La vivienda tradicional es el "tambo" (dichardi), construcción circular de techo cónico, cubierta de paja de hojas de palmas, en la cual vive una familia extensa, agrupada en torno del jefe de familia, sus hijas casadas y los esposos de estas. Actualmente muchos construyen casas rectangulares de madera, que como los tambos se construyen sobre pilotes a una altura conveniente para evitar las inundaciones y tienden a alojar separadamente a cada pareja con sus hijos.
El "benhuna" o "jaibaná" (chamán) cumple un importante papel, guiando la relación con seres espirituales que se conciben ligados a la naturaleza y que pueden controlar la salud y la enfermedad.